# Обуховка (Николаевская область)
Обуховка (укр. Обухівка) — село в Братском районе Николаевской области Украины.
Основано в 1894 году. Население по переписи 2001 года составляло 487 человек. Почтовый индекс — 55425. Телефонный код — 5131. Занимает площадь 2,394 км².

## Местный совет
55424, Николаевская обл., Братский р-н, с. Новомарьевка, ул. Куйбышева, 24